# Kotlina Sandomierska
Kotlina Sandomierska (512.4-5) – makroregion fizycznogeograficzny w południowo-wschodniej Polsce i na Ukrainie, część podprowincji Podkarpacie Północne. Sąsiaduje z Karpatami na południu i z Wyżyną Małopolską na północy. Powierzchnia wynosi ok. 15 tys. km².

## Podział
Podział Kotliny Sandomierskiej na mezoregiony:
- Nizina Nadwiślańska
- Podgórze Bocheńskie
- Płaskowyż Tarnowski
- Dolina Dolnej Wisłoki
- Równina Tarnobrzeska
- Dolina Dolnego Sanu
- Równina Biłgorajska
- Płaskowyż Kolbuszowski
- Płaskowyż Tarnogrodzki
- Pradolina Podkarpacka
- Podgórze Rzeszowskie

## Charakterystyka
Kotlina Sandomierska jest rozległym zapadliskiem o założeniu tektonicznym, zwanym zapadliskiem przedkarpackim, wyerodowanym przez rzeki, o kształcie zbliżonym do trójkąta, wypełnionym mioceńskimi osadami (do 2500 m miąższości na skraju Karpat). W dolinach rzek występują osady czwartorzędowe (piaski i gliny morenowe). Najwyższe partie kotliny wznoszą się do 260 – 280 m n.p.m., dna dolin leżą natomiast na wysokości od ok. 200 m n.p.m. u ich wylotu z Karpat do 135 m n.p.m. w rejonie Małopolskiego Przełomu Wisły. Kotlina w całości leży w dorzeczu Wisły i jej dopływów karpackich: Raby, Dunajca, Wisłoki i Sanu.
W regionie występują złoża soli kamiennej (Bochnia, Wieliczka), gipsu, siarki (Tarnobrzeg), gazu ziemnego (Husów, Jarosław) i ropy naftowej (Grobla). Obszar odznacza się dużą gęstością zaludnienia. Najważniejsze miasta: Dębica, Jarosław, Mielec, Przemyśl, Przeworsk, Rzeszów, Stalowa Wola, Sandomierz, Tarnobrzeg, Tarnów; na zachodnim skraju Kotliny Sandomierskiej leży Kraków. Przez Kotlinę prowadzi ważny szlak komunikacyjny: drogowy i kolejowy, łączący Czechy (przez Bramę Morawską), z Krakowem, Przemyślem, a dalej ze Lwowem, Kijowem i Odessą.

## Szata roślinna i świat zwierzęcy
W krainie Kotliny Sandomierskiej rozmieszczenie naturalnych zbiorowisk leśnych pozostaje w ścisłym związku z terasową rzeźbą terenu. Najwyższy poziom terasowy tworzą rozległe powierzchnie zbudowane z glin lodowcowych bądź utworów fluwioglacjalnych, które pokrywają płaty lasów mieszanych.
W samej puszczy skład gatunkowy drzewostanów jest następujący: sosna 66%, dąb 19%, olcha 11%, brzoza 2%, inne drzewa 2%. Na terenie puszczy zostało utworzonych 6 rezerwatów florystycznych, chroniących zbiorowiska i stanowiska rzadkich gatunków roślin, głównie resztki dawnej puszczy oraz zachowane fragmenty lasu pierwotnego. Ścisłej ochronie podlega skupisko brzozy niskiej na Wielkim Błocie. Jest ona reliktem epoki lodowcowej obecnie bardzo zagrożonym. Świat zwierząt Puszczy Niepołomickiej najdostojniej reprezentuje żubr, którego populacja rozrasta się zamkniętym Ośrodku Hodowli Żubrów w Niepołomicach. Zajmuje on powierzchnię około 69 ha, a stado żubrów liczy 24 sztuki. Gatunkami głównymi zwierzyny w puszczy są: jelenie, dziki, sarny oraz zwierzyna drobna: lisy, zające i bażanty.
W skupiskach lasów liściastych pospolicie występują wiewiórki, stwierdza się również występowanie licznej grupy nietoperzy. Występuje tu również padalec zwyczajny oraz jaszczurka zwinka. Występowanie obfitego pokarmu i starodrzewu sprzyja gniazdowaniu ok. 40 gatunków ptaków. Świat owadów jest dość słabo poznany lecz wiadomo że na terenie Puszczy Niepołomickiej występuje kilka tysięcy gatunków.

## Klimat
Dno doliny Wisły leży przeciętnie na wysokości 200 m n.p.m. Średnia temperatura w dolinie Wisły wynosi 8 °C i obniża się w kierunku południowym. W ciągu roku liczba dni z przymrozkami waha się od 90 do 100 dni. Pierwsze przymrozki pojawiają się w połowie października, zaś ostatnie jeszcze pod koniec kwietnia. Największe zachmurzenie występuje od listopada do lutego, a maksymalne w grudniu. Największe nasłonecznienie występuje w lecie.
Średnio słońce świeci przez około 5 godzin dziennie natomiast zimą 2. Na dnie Kotliny Sandomierskiej, a zwłaszcza na obszarze niskich teras Wisły i Raby liczba dni pogodnych maleje na skutek częstego zachmurzenia spowodowanego mgłami i inwersją temperatury.
Przeważają wiatry zachodnie – 26% i południowo-zachodnie – 24%, a ich największe prędkości występują w okresach zimowych, jesiennych i wiosennych. Na terenie Kotliny Sandomierskiej roczne opady to średnio około 800 mm. Udział opadów śnieżnych w opadzie rocznym waha się w granicach od 7 do 10%. Zaleganie pokrywy śnieżnej trwa 50 - 60 dni. Grubość pokrywy śnieżnej dochodzi do 50 cm, występuje ona na przełomie stycznia i lutego. W ostatnich latach obserwuje się jednak stopniowe ocieplanie klimatu, co uwidacznia się niemal bezśnieżnymi zimami. Klimat Kotliny cechuje zmienność stanów pogodowych oraz częste zmiany temperatury.

## Gleby
Na kształtowanie się gleb w Kotlinie Sandomierskiej miały wpływ głównie stosunki wodne, skała macierzysta i roślinność.
Występują tu gleby bielicowe i pseudobielicowe wykształcone przeważnie na piaskach pochodzenia fluwioglacjalnego, pokrytych najczęściej lasami iglastymi. Charakterystyczną ich cechą jest występowanie poziomu wymycia pod ściółką leśną i poziomu iluwialnego (wmycia) o intensywnym brunatnym zabarwieniu. Gleby bielicowe przekształcone działalnością człowieka nazywane są glebami pseudobielicowymi. Wykształciły się one na warstwach istebniańskich dolnych, piaskowcach i łupkach ilastych z gleb lessowych i lessopodobnych, piasków całkowitych i niecałkowitych.
Na obszarze tzw. Wielkiego Błota występują gleby torfowe. Wykształciły się wyłącznie na torfach torfowisk niskich, których miąższość dochodzi do 2 m. Są to gleby mające odczyn zbliżony do obojętnego. Gleby powyższe zalicza się do czwartej i piątej klasy. Torfowiska te w przeszłości były eksploatowane.

## Rzeźba terenu
W dnie Kotliny Sandomierskiej znajdują się dobrze wykształcone terasy Wisły, Raby, Wisłoki, Wisłoka i Sanu. Najwyższy poziom terasowy pochodzi ze zlodowacenia środkowopolskiego i porasta go Puszcza Niepołomicka. Wysokość tego poziomu wynosi około 20 m ponad koryto Wisły.